# Рава-Мазовецька (гміна)
Гміна Рава-Мазовецька (пол. Gmina Rawa Mazowiecka) — сільська гміна у центральній Польщі. Належить до Равського повіту Лодзинського воєводства.
Станом на 31 грудня 2011 у гміні проживало 8685 осіб.

## Площа
Згідно з даними за 2007 рік площа гміни становила 163.98 км², у тому числі:
- орні землі: 78.00%
- ліси: 15.00%

Таким чином, площа гміни становить 25.36% площі повіту.

## Населення
Станом на 31 грудня 2011:
| Опис     | Загалом | Загалом | Чоловіки | Чоловіки | Жінки | Жінки |
| -------- | ------- | ------- | -------- | -------- | ----- | ----- |
| одиниця  | осіб    | %       | осіб     | %        | осіб  | %     |
| все      | 8685    | 100     | 4299     | 49.50    | 4386  | 50.50 |
| міське   | 0       | 100     | 0        |          | 0     |       |
| сільське | 8685    | 100     | 4299     | 49.50    | 4386  | 50.50 |

## Сусідні гміни
Гміна Рава-Мазовецька межує з такими гмінами: Біла-Равська, Ґлухув, Желехлінек, Новий Кавенчин, Рава-Мазовецька, Реґнув, Скерневіце, Цельондз, Черневіце.